# BTN뉴스
《BTN뉴스》는 생방송으로 한국불교 주요현안과 사례를 보도하는 BTN불교TV의 보도 프로그램이다.

## 진행
- 김민서= 아나운서

- 양수진= 아나운서